# Admiralspalast

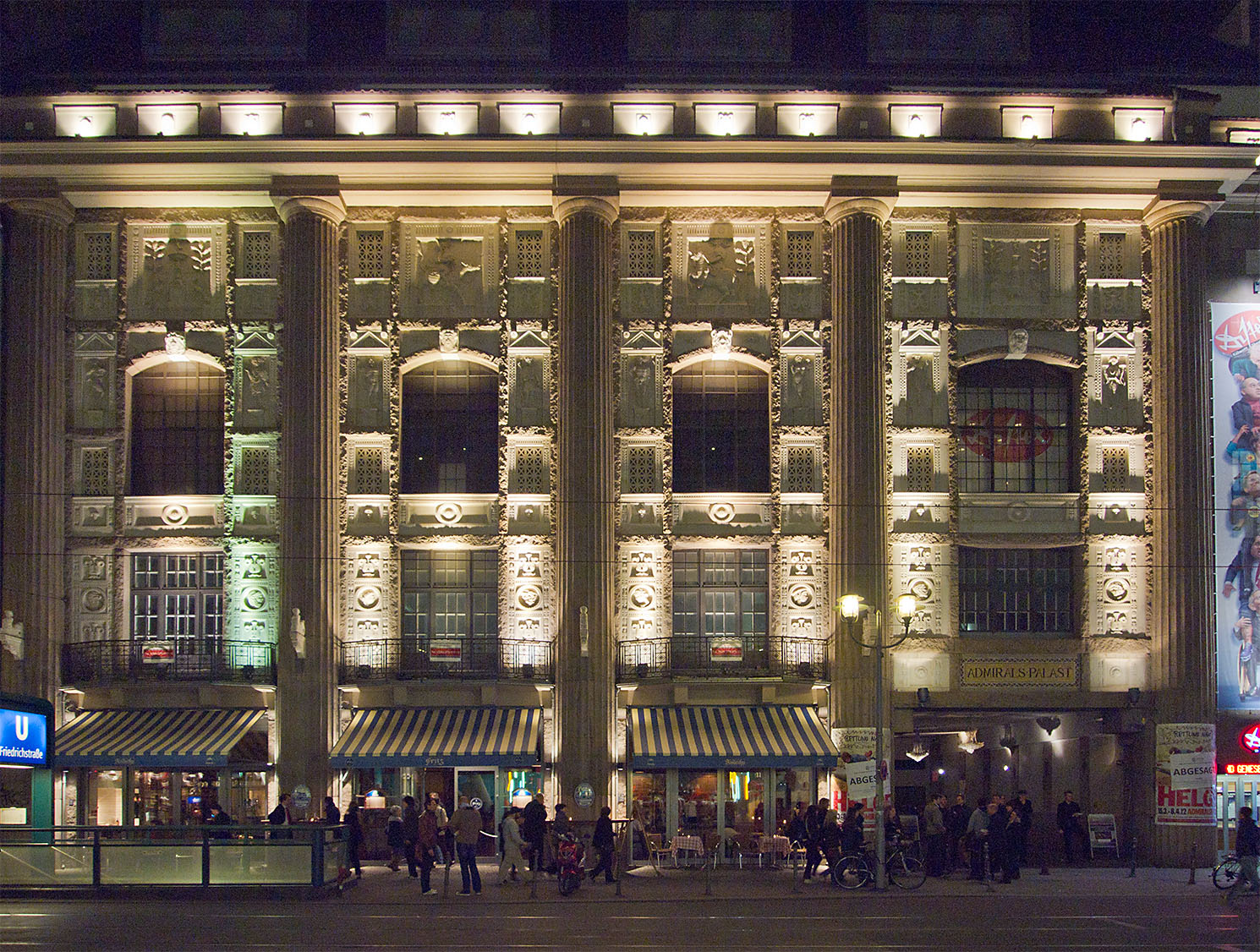
Admiralspalast an der Friedrichstraße in Berlin-Mitte

Der Admiralspalast ist ein traditionsreicher Veranstaltungsort in der Friedrichstraße 101/102 im Berliner Ortsteil Mitte des gleichnamigen Bezirks. Er zählt zu den wenigen erhaltenen großen Vergnügungsstätten vom Anfang des 20. Jahrhunderts in Berlin. 2006 wurde das Theater in dem denkmalgeschützten Gebäude nach umfangreichen Sanierungs- und Umbauarbeiten wiedereröffnet.

## Geschichte

### Admiralsgartenbad, Vergnügungspalast und Revuetheater
Im Jahr 1867 wurde bei Bauarbeiten in der Friedrichstraße zufällig eine Solequelle entdeckt. Zu deren Nutzung wurde 1872 von Rudolf Parrisius (Deutsche Genossenschaftsbank), Rudolf Bensemann, Baumeister Walter Kyllmann, Wilhelm Engmann, Alexander Jürgens und Heinrich Bodinus (Direktor des Zoologischen Gartens) eine Aktiengesellschaft gegründet. Die Architekten Kyllmann und Heyden errichteten für diese 1873 ein Badehaus, das als „Admiralsgartenbad“ bald eine vorherrschende Stellung unter den Berliner Bädern einnahm. 1889 wurde das Bad durch Carl Gause erweitert und erhielt eine Schwimmhalle. Nach Plänen vom Beginn des 20. Jahrhunderts war eine Umgestaltung in eine Sport- und Unterhaltungsstätte vorgesehen. Mit dem öffentlichen Personennahverkehr konnte das Bad beispielsweise vom Alexanderplatz aus erreicht werden. Die Haltestelle hieß Admiralsgarten Bad.

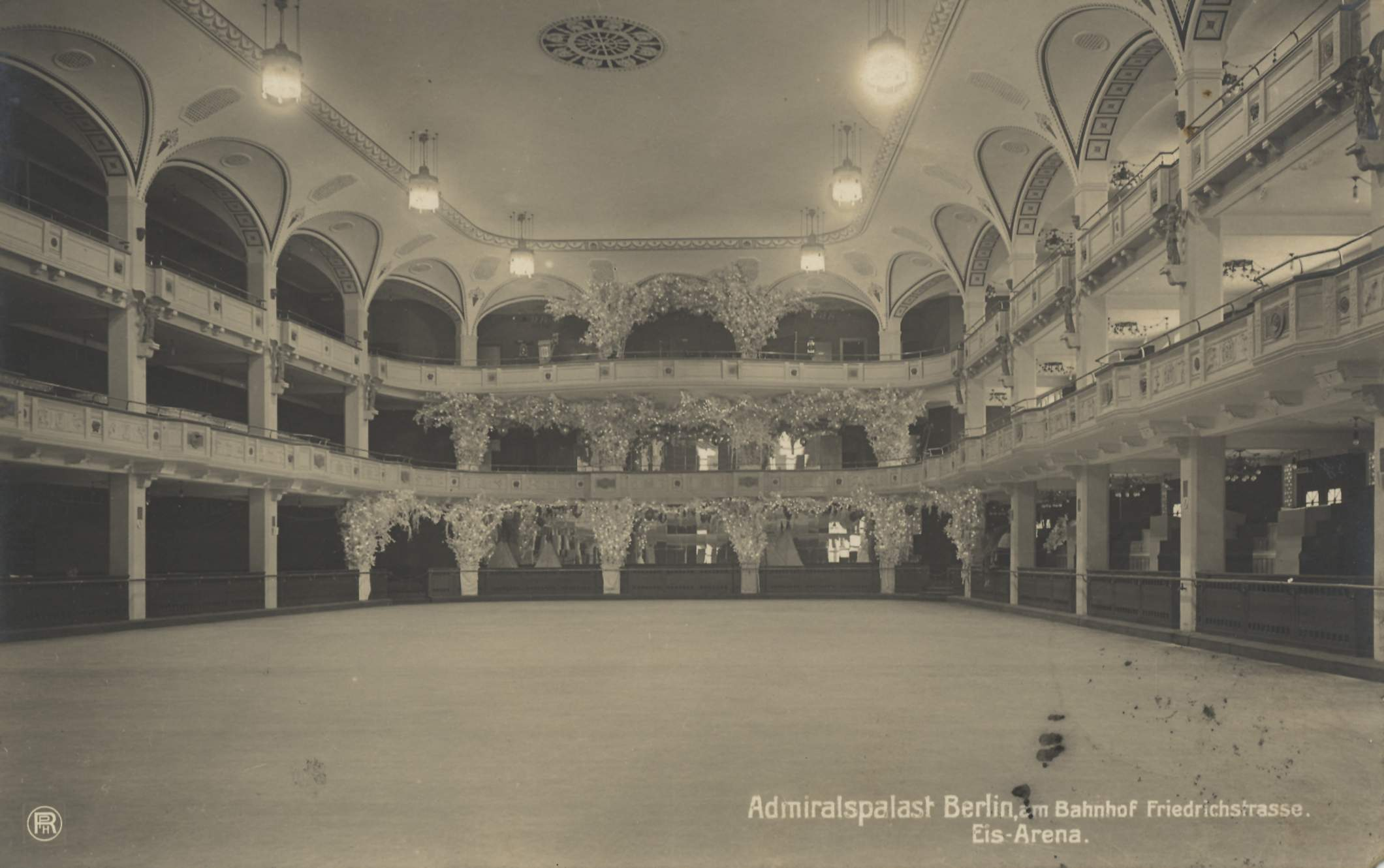
Eisarena im Admiralspalast, 1911

Das Gebäude wurde 1910 abgerissen und nach Plänen der Architekten Heinrich Schweitzer (künstlerische Oberleitung) und Alexander Diepenbrock (technische Oberleitung) ein mehrflügeliger, viergeschossiger Vergnügungspalast mit luxuriösen Bädern, einer Eislaufbahn und Restaurants errichtet. Im Jahr darauf wurde das Haus unter dem Namen Admiralspalast eröffnet und galt bald als eine der großen Vergnügungsstätten Berlins. Außer einer Eisarena und dem Bädertrakt im Seitengebäude beherbergte das über 900 Zimmer bzw. Säle fassende Haus im Vorderhaus zur Friedrichstraße Kegelbahnen, ein großes Café und ein Lichtspieltheater. Die reich ausgestatteten Räumlichkeiten der Bäder hatten Tag und Nacht geöffnet. Neben dem 14 m × 5 m großen Hauptbadebecken gab es mehrere römisch-russische Bäder sowie Herren- und Damenbaderäume, die im klassischen Stil mit Mosaikbildern und Karlsruher Majolikaplastiken geschmückt waren. In der 50 m × 23 m großen Eisarena wurden „Eisballette“ aufgeführt, die eigens von dem Leiter des Hausorchesters Julius Einödshofer komponiert wurden. Der Betrieb der Eisbahn und der Bäder ergänzte sich wirtschaftlich, Die beim Betrieb der Kältemaschinen anfallende Abwärme konnte zum Heizen des Wassers genutzt werden. Zusätzlich wurde im Keller ein Eisgenerator aufgestellt, mit dem 1500 kg Stangeneis täglich erzeugt werden konnten.
Rund zehn Jahre später wurde nach Entwürfen der Architekten Oskar Kaufmann und Richard Wolffenstein das Konzept des Hauses geändert. Die Eisbahn im Mittelflügel wurde zunächst zu einem Varietétheater (Welt-Varieté) im Stil des Art déco mit zwei Rängen und 1065 Plätzen umgebaut. 1923 übernahm der Operettenregisseur Herman Haller die Leitung und ließ es zu einem Revuetheater (Theater im Admiralspalast) umbauen, in dem es dann zur Aufführung der berühmten Haller-Revuen kam. Eröffnet wurde mit der Revue Drunter und drüber, für die Walter Kollo die Musik komponierte. Bis zur Übernahme durch die Gebrüder Alfred und Fritz Rotter 1931 wurden viele weitere Revuen dort aufgeführt.

### Zeit des Nationalsozialismus
Der Umbau in ein Volltheater mit 2200 Plätzen erfolgte 1930 und ein Jahr später ein Umbau im expressionistischen Stil. 1933 ging der Rotter-Konzern, zu dem noch viele weitere Theater gehörten, in Konkurs und es kam zur Übernahme durch den Kapellmeister Walter Hochtritt. Mitte der 1930er Jahre verlagerte sich der Schwerpunkt des Repertoires auf Operetten. 1939 fusionierte der Admiralspalast mit dem Metropol-Theater in der Behrenstraße. Am 20. Dezember 1939 erfolgte auf Anordnung des Reichsministers Goebbels und nach Plänen von Paul Baumgarten eine völlige Neugestaltung des Theaters in eine „festlich-schöne Erholungsstätte“ in schlichter, klassizistischer Form, die bis heute noch erhalten ist. Johannes Heesters spielte hier den Danilo in der Lustigen Witwe. Nach der Schließung des hauseigenen Solebades 1940 erfolgte ein Jahr später der Einbau einer „Führerloge“ in die Mitte des ersten Ranges. Am 1. September 1944 wurde der Admiralspalast zusammen mit den anderen Berliner Theatern auf Anordnung der NSDAP wegen Ausruf des „Totalen Krieges“ geschlossen.

### Nach dem Krieg

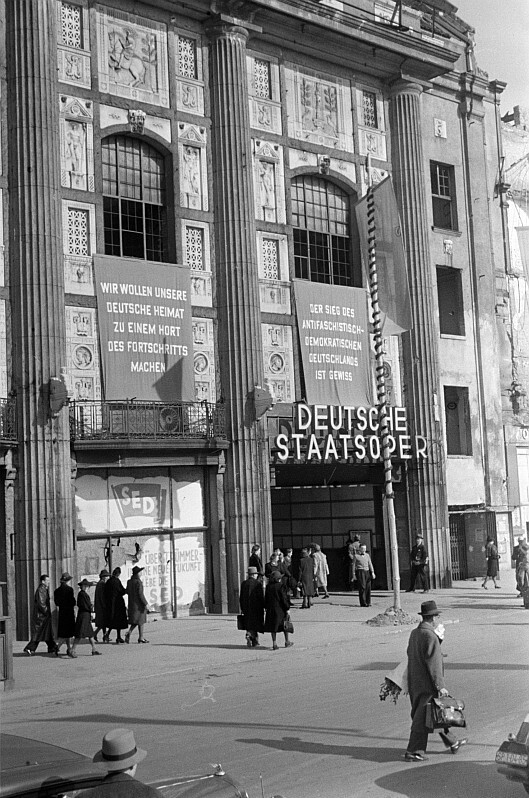
Zwischennutzung der Deutschen Staatsoper und SPD/KPD-Vereinigungsparteitag im Admiralspalast, 1946

Das Gebäude blieb im Zweiten Weltkrieg weitgehend verschont. Der noch intakte und repräsentative Theatersaal, der sich im Sowjetischen Sektor Groß-Berlins befand, diente der sowjetischen Besatzungsmacht und den deutschen Behörden nach 1945 als Veranstaltungsort für politische und kulturelle Zwecke. Unter anderem fand 1946 eine Max-Pechstein-Ausstellung statt. Auf Initiative des sowjetischen Militärkommandanten Bersarin zog in den Admiralspalast die Deutsche Staatsoper ein, deren Gebäude durch alliierte Bombentreffer nicht mehr benutzbar war. Zwei Wochen nach dem Eröffnungskonzert am 23. August 1945 kam es zur Aufführung von Glucks Orpheus und Eurydike. Die Staatsoper spielte hier zehn Jahre und brachte es auf insgesamt 55 Inszenierungen.

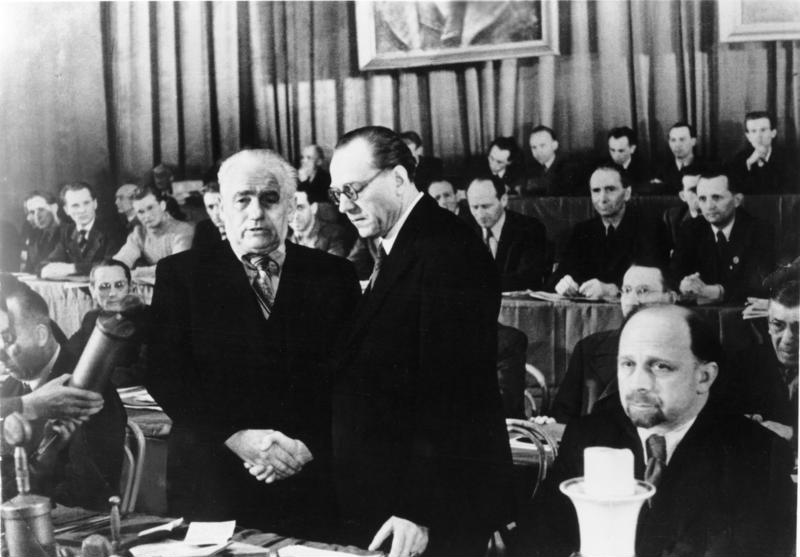
Vereinigungsparteitag von SPD und KPD zur SED im Admiralspalast (April 1946). Händedruck zwischen Wilhelm Pieck und Otto Grotewohl, vorn rechts: Walter Ulbricht; 3. Reihe, 2. v. l.: Erich Honecker.

Anlässlich der Wiedereröffnung der Berliner Universität fand am 29. Januar 1946 ein Festakt im Admiralspalast statt. Am 21. und 22. April 1946 wurde im Admiralspalast  der Vereinigungsparteitag der ostzonalen KPD und der SPD abgehalten, auf dem die Gründung der SED beschlossen wurde. Nach der Spaltung der Berliner Stadtverwaltung kam es am 30. November 1948 in dem Gebäude zur Wahl von Friedrich Ebert jr. zum Oberbürgermeister von Ost-Berlin.
Nachdem die Deutsche Staatsoper 1955 in ihr angestammtes und wieder aufgebautes Haus am Boulevard Unter den Linden zurückkehren konnte, zog in den Admiralspalast das Metropol-Theater ein. Bis zur Schließung 1997 wurden in dem großen Saal mit 1400 Plätzen Operetten und Musicals mit einem festen Hausensemble aufgeführt.
Die Konzerte des Berliner Sinfonie-Orchesters fanden bis zu seinem Umzug in das Konzerthaus am Gendarmenmarkt im Jahr 1984 größtenteils im Metropol-Theater statt.
Außerdem befindet sich seit dem 2. Oktober 1953 das politische Kabarett Die Distel im Vorderhaus des Admiralspalastes. Dort hatte vorher das Kabarett Frischer Wind gespielt. Im Vorderhaus befand sich von 1949 bis 1970 auch das Haus der Presse mit dem Pressecafé und Clubräumen, die vom Verband der Journalisten der DDR (VDJ) genutzt wurden.

### Nutzung seit 2005
Nach einer längeren Zeit des Leerstandes übernahm 2005 der Kultur-Unternehmer Falk Walter (Arena, Badeschiff, Hoppetosse etc.) den Gebäudekomplex, der daraufhin aufwendig saniert wurde. Der Admiralspalast sollte wieder im alten Glanz entstehen mit Theater, Luxusbad, Café, Restaurant und Club. Für die Sanierung des Bades waren noch originale Marmorfliesen, Mosaiken und Glasmalereien vorhanden, die in einem Lichtenberger Depot eingelagert worden waren.
Die offizielle Wiedereröffnung fand am 11. August 2006 mit einer von der Kritik zwiespältig aufgenommenen Aufführung der Dreigroschenoper unter der Regie von Klaus Maria Brandauer mit Campino in der Rolle des Mackie Messer in dem noch unfertigen Gebäude statt. Bei der Nachpremierenfeier trat u. a. der damals 103-jährige Johannes Heesters auf und stimmte samt Big Band mehrere seiner großen Erfolge an.
Von 2008 bis 2010 knüpfte der Admiralspalast mit der monatlichen Show Berlin Revue an die Tradition der Haller-Revuen an: Der Komponist und Entertainer Mark Scheibe versammelte regelmäßig ein Orchester und schillernde Sängerinnen und Sänger der Stadt zu einem anarchistischen und glamourösen Spektakel.
Für das Jahr 2010 wurde das Gebäude mit einem Bundespreis für Handwerk in der Denkmalpflege ausgezeichnet.
Der Radiosender radioeins betreibt ein Sendestudio im Admiralspalast.
Wegen Mietschulden von 380.000 Euro meldete der Betreiber, die Admiralspalast Produktions GmbH, im August 2010 Insolvenz an; der Betrieb wurde aber fortgesetzt.
Seit dem 15. Juni 2011 wird das Haus vom Produzenten Maik Klokow und seinem Unternehmen Mehr! Entertainment betrieben.
Die Immobilie soll Medienberichten zufolge den Samwer-Brüdern gehören.
Im Jahr 2012 gab Linkin Park im Rahmen der Living Things Tour ein Konzert im Admiralspalast, das in rund 200 US-Kinos live übertragen wurde.

#### Studio
Neben dem großen Saal wurde seit 2006 auch das bis zum Mai 2007 im Ausbau befindliche Studio im vierten Geschoss bespielt. Das Studio wurde von der Theatercompagnie Familie Flöz eröffnet. Es verfügte über 450 Plätze und eine bestuhlte Tribüne, die für Rockkonzerte nach oben entfernt werden konnte. Im Frühjahr 2019 wurde das Studio geschlossen und steht seitdem nicht mehr als Veranstaltungsräumlichkeit zur Verfügung.

#### F 101
Die Bühne F 101 im dritten Stockwerk hatte eine niedrige Decke, eine flache Bestuhlung und eine Kapazität von rund 200 Personen. Hier war von 2011 bis 2014 das BIMAH, das jüdische Theater von Dan Lahav, angesiedelt, bevor es in die Meinekestraße in der Nähe des Kurfürstendamms umsiedelte. Das F 101 bot vielen Künstlern die Möglichkeit, vor kleinem Publikum zu spielen und sich auszuprobieren. Wie auch das Studio wurde das F 101 im Frühjahr 2019 geschlossen und steht seitdem nicht mehr als Veranstaltungsräumlichkeit zur Verfügung.

#### Admiralspalast Club
Das Kellergeschoss unter dem Innenhof wurde nach den Arbeiten 2006 nur als Rohbau fertiggestellt. 2013 wurde diese Location als Admiralspalast Club vorübergehend für Guntbert Warns’ Inszenierung von Hedwig and the Angry Inch mit Sven Ratzke genutzt. Der Club wurde im Juni 2016 geschlossen.

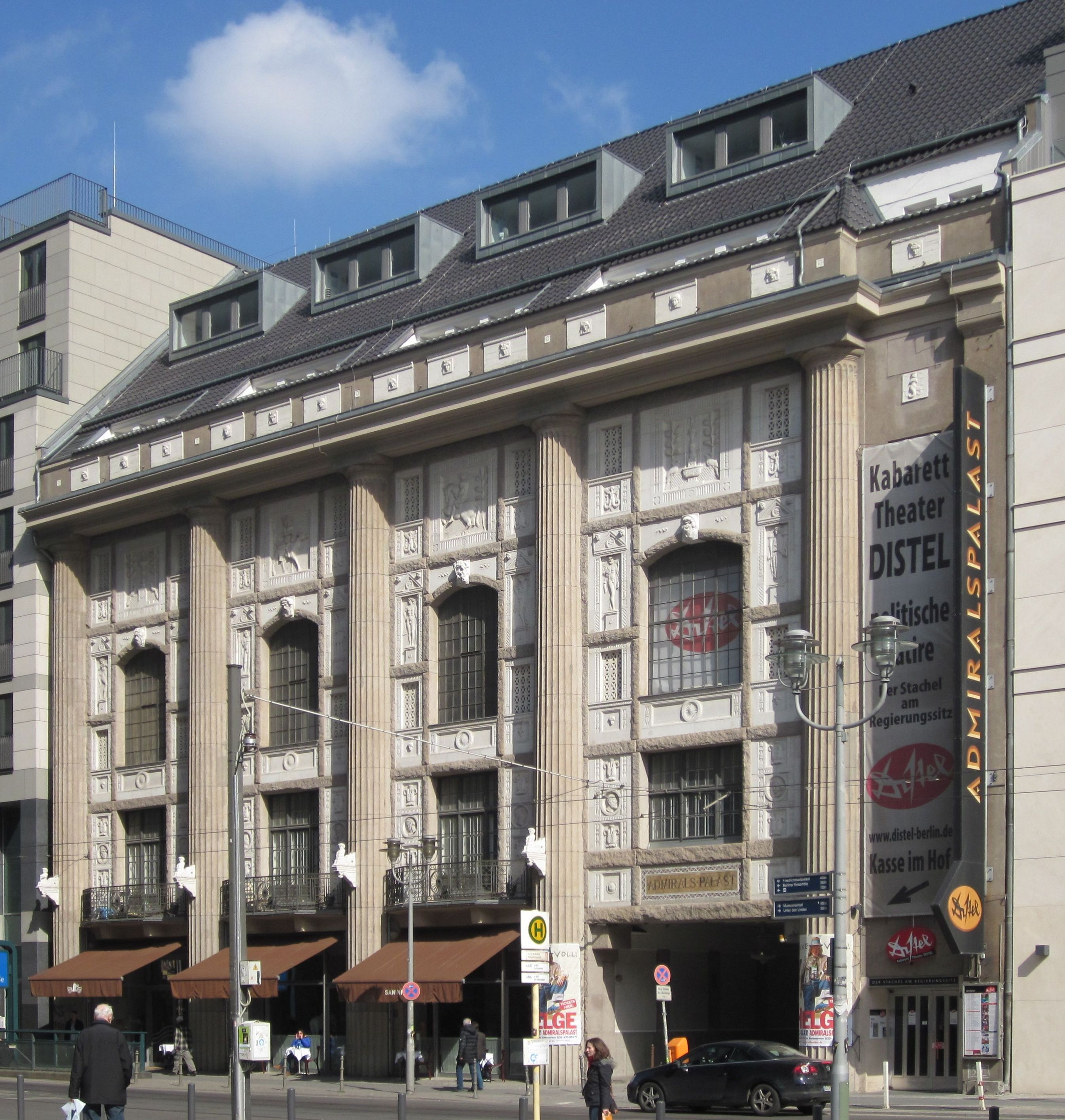
Admiralspalast, 2011
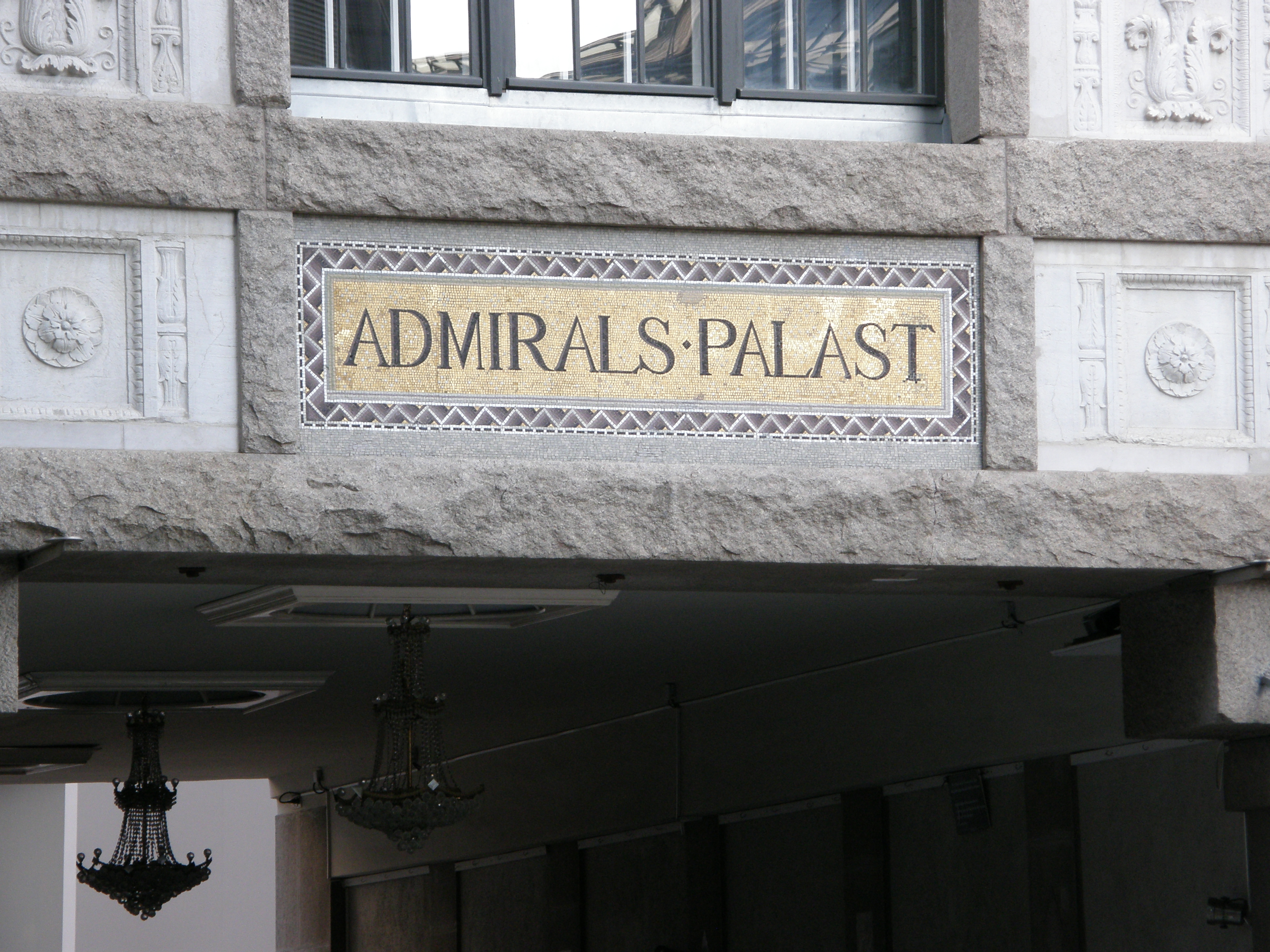
Admiralspalast, Toreingang, 2010
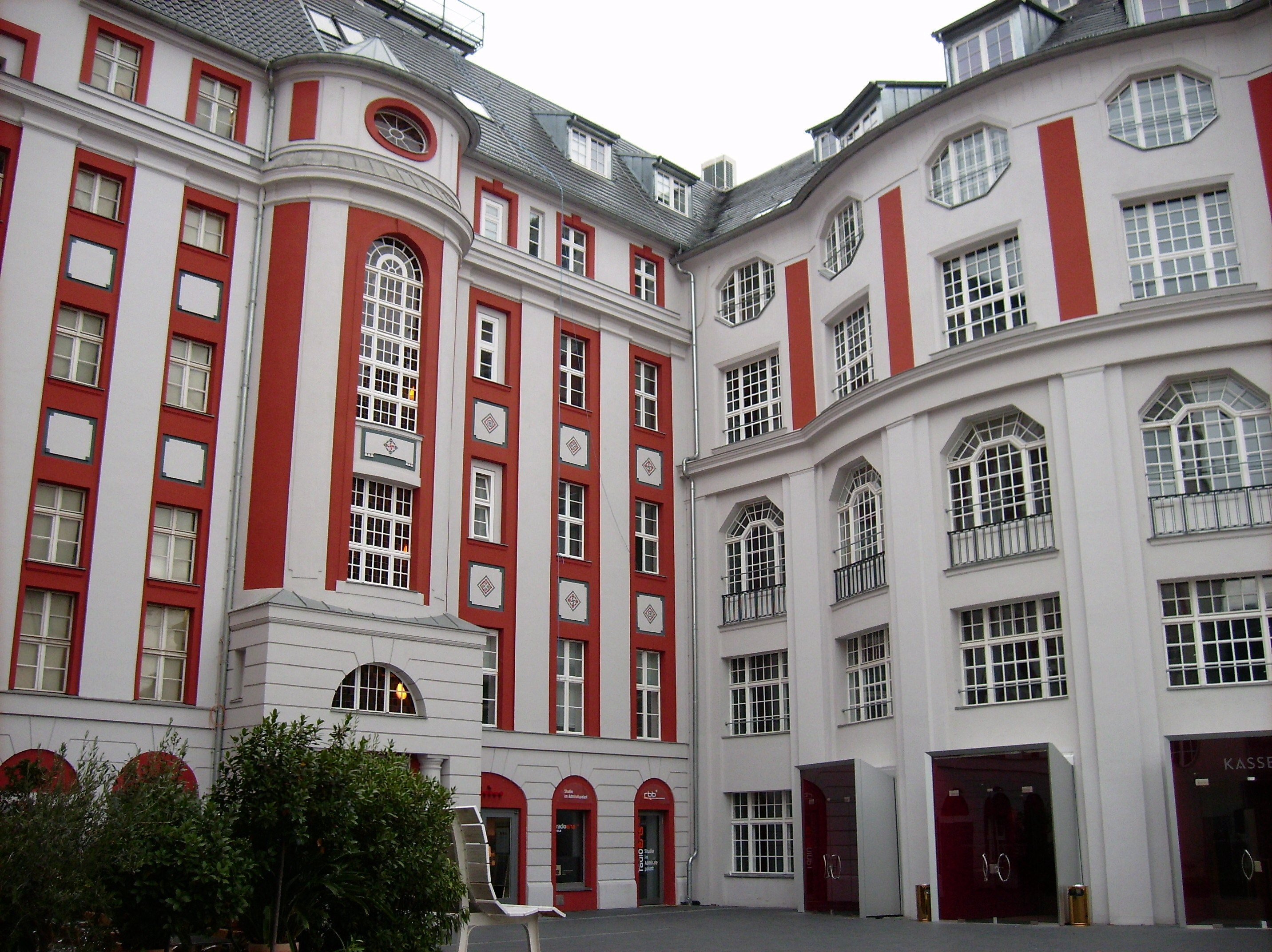
Innenhof, Admiralspalast, 2008
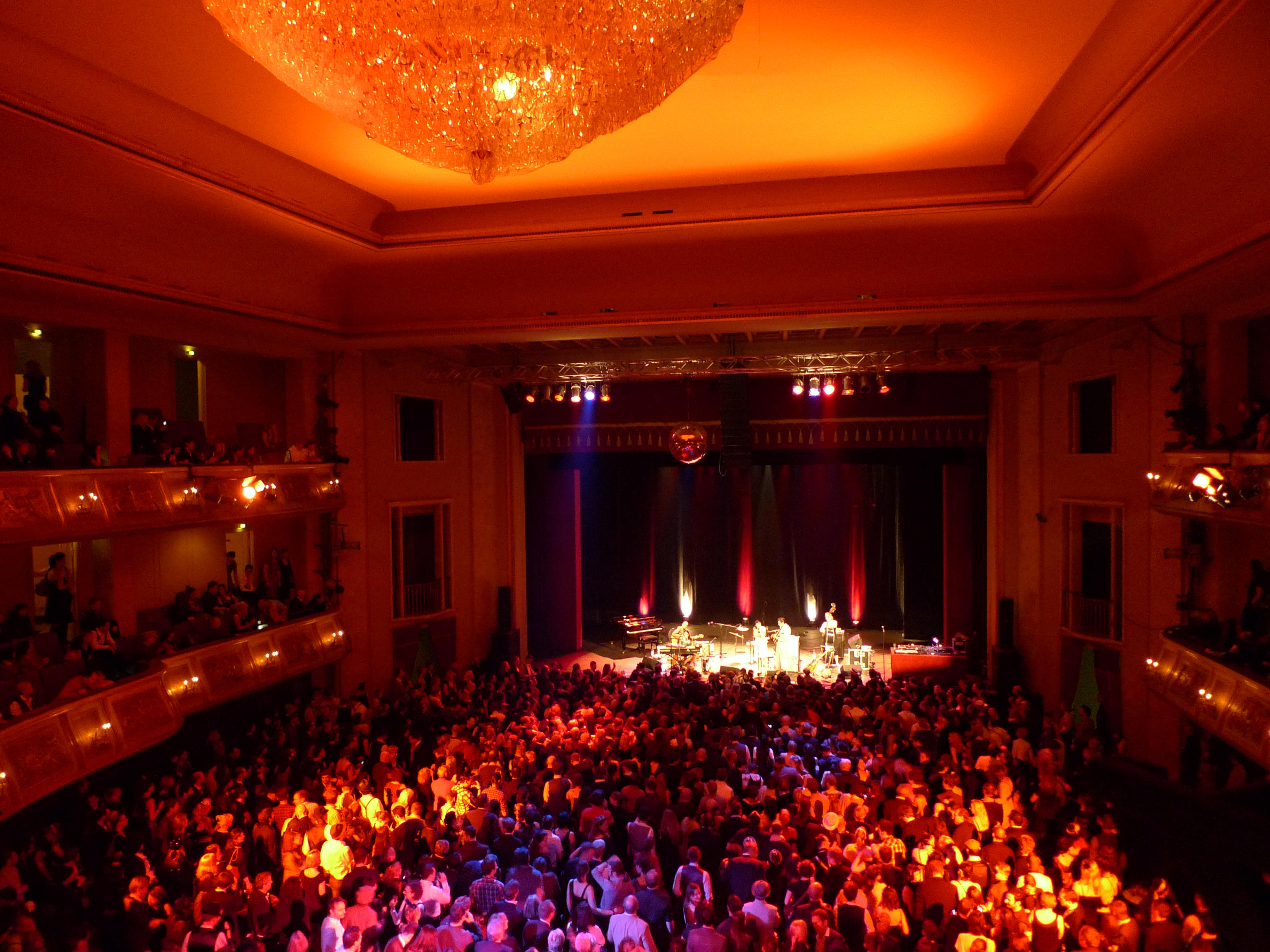
Konzert im Admiralspalast, 2009
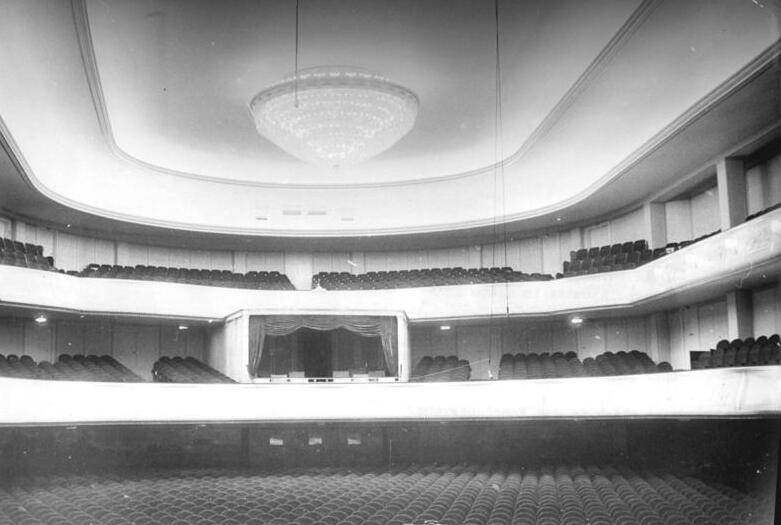
Zuschauerraum nach dem Umbau des Admiralspalastes, Dezember 1955

## Veranstaltungen
Mehr als 170 Rock-Konzerte seit 1975 werden bei Rockinberlin mit verlinkten Hintergrundinfos vorgestellt.